# Stone Point
Der Stone Point (in Argentinien Punta de las Rocas) ist eine Landspitze mit einer kleinen vorgelagerten Insel am nordöstlichen Ende der Antarktischen Halbinsel. Sie markiert die Südseite der Einfahrt zur Hope Bay.
Das UK Antarctic Place-Names Committee benannte sie 1954 nach dem Henry William Stone (* 1914) aus dem kanadischen St. John’s, Erster Maat an Bord des Vermessungsschiffs Trepassey im Dienst des Falkland Islands Dependencies Survey zwischen 1946 und 1947.